# Papyrus (logiciel)
Pour les articles homonymes, voir Papyrus.
Papyrus est une suite bureautique de l'éditeur berlinois R.O.M. logicware, développé à l'origine pour la plateforme Atari TOS, mais désormais porté et maintenu sur Microsoft Windows, MacOS et OS/2. Une version pour Linux est également prévue.
En France, ce logiciel était traduit et édité par Etilde, en particulier pour Papyrus Gold, qui connut un certain succès sur les plateformes Atari : Atari ST, Atari TT et Atari Falcon030 en particulier.